# El Llor (Llobera)
El Llor és una masia situada al municipi de Llobera, a la comarca catalana del Solsonès.